# Eric the Unready
Eric the Unready ist ein Textadventure mit Grafiken des US-Herstellers Legend Entertainment, das 1993 für MS-DOS erschien.

## Handlung
Fudd the Bewildered, König des fiktiven, im Genre Fantasy angesiedelten Reiches Torus, liegt im Sterben. Seine unverheiratete Tochter Lorealle the Worthy, die rechtmäßige Erbin, sucht ihn auf seinem Schloss auf, um ihm beizustehen, verschwindet aber am Folgetag spurlos. Der Spieler findet heraus, dass hinter dem Verschwinden Königin Morgana, Fudds Frau und Stiefmutter Lorealles, steckt, die gemeinsam mit ihrem Liebhaber Sir Pectoral plant, ihrer Tochter aus erster Ehe Grizelda the Hefty zum Erbe Fudds zu verhelfen. Morgana hatte Lorealle entführen lassen und hält sie auf dem Schloss ihrer Schwester, einer Hexe, gefangen. Der Plan der Königin ist, Lorealle zwangsweise mit einem Untier zu verheiraten, um sie so von der Thronfolge auszuschließen. Sie ahnt voraus, dass das nächstgelegene Dorf einen Ritter aussenden wird, um Lorealle zu befreien, und stellt durch Bestechung sicher, dass der inkompetenteste verfügbare Ritter erwählt wird. Hierbei handelt es sich um Eric the Unready, verkörpert durch den Spieler.
Aufgabe des Spielers ist es, fünf magische Gegenstände zu besorgen, mit deren Hilfe das Tor zum Schloss der Hexe geöffnet werden kann:
1. die Mistgabel des Damokles
2. der Rollgabelschlüssel des Armageddon
3. das blutige Steak der Ewigkeit
4. die Brechstange der Apokalypse
5. der Bolzenschneider des Jüngsten Gerichts

Das Spiel untergliedert sich nun zunächst in fünf Abschnitte, die der Spieler nacheinander besuchen und in denen er jeweils einen der besagten Gegenstände besorgen muss. Mit dem Auffinden eines Gegenstandes geht eine von Eric versehentlich eingeleitete Katastrophe in der Spielwelt einher, die den Spieler jedoch nicht beeinträchtigt und nur der satirischen Überspitzung der Tollpatschigkeit Erics dient. Jeder der fünf Zeitabschnitte ist einem Zeitlimit unterworfen, da Sir Pectoral dem Spieler auf dem Fersen ist, um ihn zu stoppen. Hat der Spieler alle fünf Gegenstände beisammen, beginnt das Finale, in dem Eric die Türen zum Schloss der Hexe öffnet und die Zwangshochzeit verhindert.

## Spielprinzip und Technik
Eric the Unready ist ein Textadventure, das heißt, Umgebung und Geschehnisse werden als Bildschirmtext ausgegeben und die Visualisierung obliegt zum größten Teil der Fantasie des Spielers. Im Gegensatz zu klassischen Textadventures, die über keinerlei graphische Ausschmückung verfügen, wartet Eric the Unready mit einem Bild der jeweiligen Umgebung sowie einem Point-and-Click-Interface auf, mit dem sich einfache Kommandos mit der Maus erstellen lassen. Für komplexe Steuerungsbefehle muss der Spieler allerdings auch weiterhin auf den Textparser zurückgreifen.

## Produktionsnotizen
Eric the Unready ist als Persiflage des Fantasy-Genres angelegt, referenziert aber auch andere Themen wie Star Trek. Autor Bob Bates nennt das Spiel seinen persönlichen Liebling unter den von ihm designeten Spielen, da er beim Schreiben des Skripts so viel Spaß wie bei keinem anderen Spiel gehabt habe.
An einer Stelle in der Mitte des Spiels werden Grafiken und Interface des Spiels plötzlich ausgeblendet, so dass wie bei einem Textadventure der frühen 1980er-Jahre nur noch reiner Text auf dem Bildschirm zu sehen ist, und der Spieler findet sich kurzzeitig in den Anfangsräumlichkeiten des Genreklassikers Zork wieder.
Das Cover der Originalausgabe von 1993 wurde von Boris Vallejo gestaltet. Die CD-Version des Spiels enthält Animationen, verbesserte Grafiken sowie einen Soundtrack, die aus Platzgründen nicht in die Diskettenversion integriert wurden. Im April 2018 erschien eine auf modernen PCs lauffähige Version über die Vertriebsplattform GOG.

## Rezeption
Das deutsche Magazin PC Games äußerte sich rundum positiv und hob Sprachwitz und Bedienoberfläche besonders hervor. Die Power Play lobte insbesondere das „erzählerische Talent“ von Autor Bates sowie die fordernden, aber immer logischen Rätsel, befand das Genre Textadventure als solches aber für „leicht angestaubt“. Hardcore Gaming 101 sah in puncto Humor deutliche Parallelen zwischen Eric the Unready und Monty Pythons Ritter der Kokosnuss und bedauerte, dass das Spiel angesichts der einige Zeit zuvor aufgekommenen Grafikadventures im Stile von Monkey Island ein Nischendasein führte.

### Auszeichnungen
Computer Gaming World wählte das Spiel 1993 zum „Adventure of the Year“.